# Síncrotron Australiano
O Síncrotron Australiano é uma instalação nacional de radiação síncrotron de 3 GeV localizada em Clayton, nos subúrbios do sudeste de Melbourne, Vitória, inaugurada em 2007.

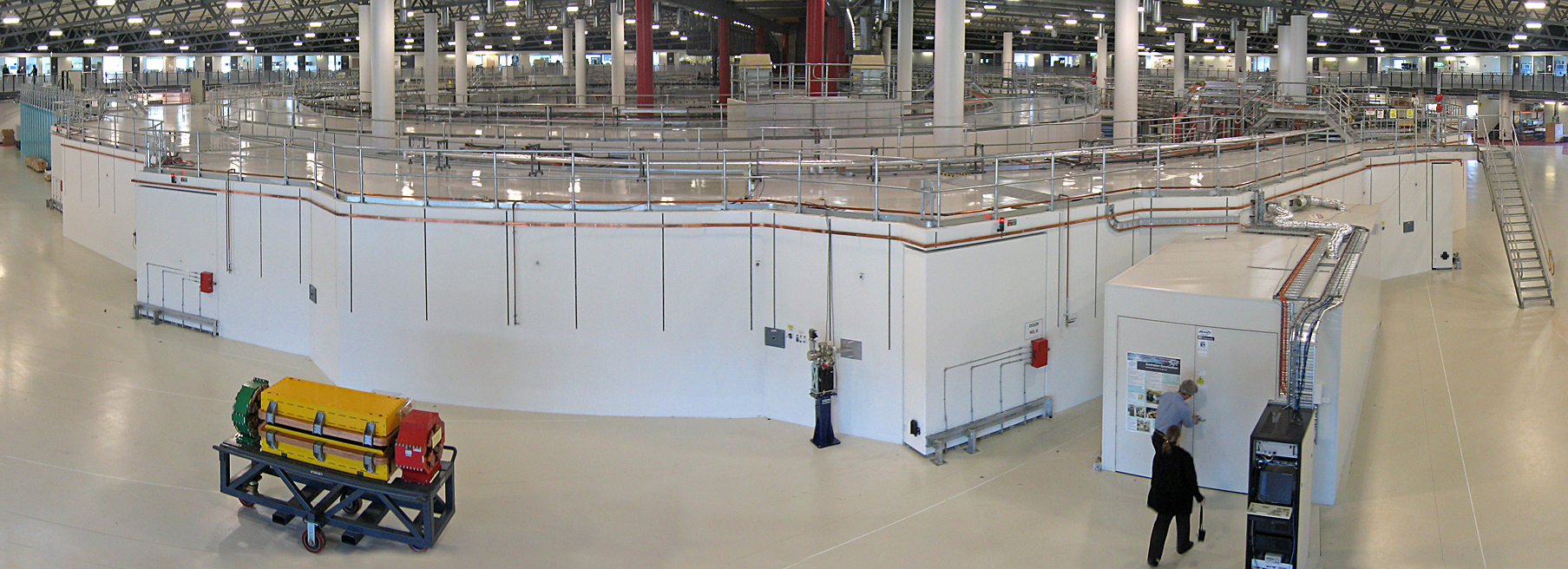
Interior das instalações do Síncrotron Australiano em 2006, antes da instalação das linhas de luz. Dominando a imagem está o anel de armazenamento, com uma estação experimental na frente direita. No meio do anel de armazenamento está o anel de reforço e o linac.

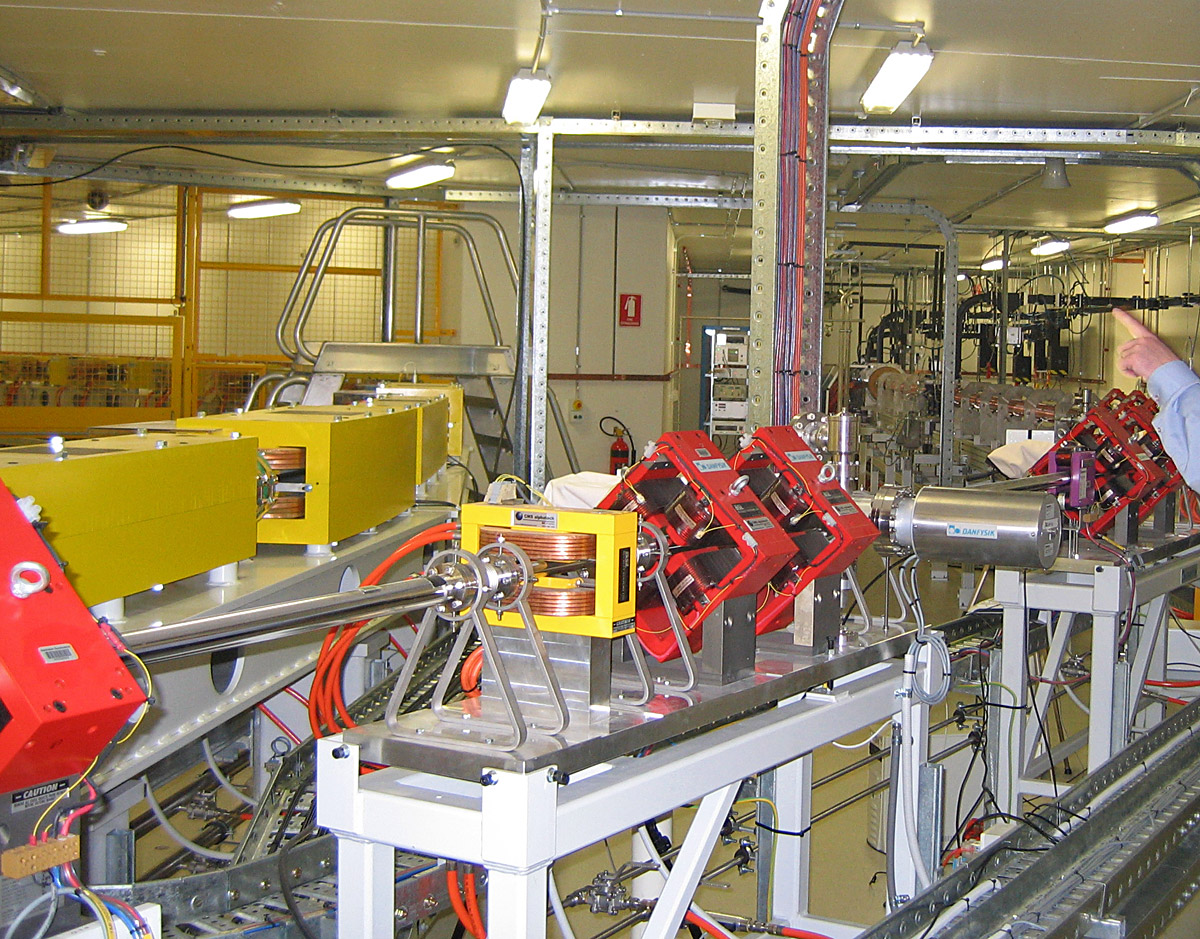
Dentro da blindagem do anel, o linac é visível à direita, estendendo-se do canhão de elétrons na parede oposta e juntando-se ao anel de reforço (booster) visto à esquerda

O Síncrotron Australiano é uma instalação de fonte de luz (em contraste com um colisor), que usa aceleradores de partículas para produzir um feixe de elétrons de alta energia que são acelerados para quase a velocidade da luz e direcionados para um anel de armazenamento onde circulam por muitas horas. Como o caminho desses elétrons é desviado no anel de armazenamento por ímãs curvos ou dispositivos de inserção, eles emitem luz síncrotron . A luz é canalizada para estações experimentais que contêm equipamentos especializados, permitindo uma variedade de aplicações de pesquisa, incluindo imagens de alta resolução que não são possíveis em condições normais de laboratório.
O Síncrotron Australiano apoia as necessidades de pesquisa das principais universidades e centros de pesquisa da Austrália, e empresas pequenas, médias e multinacionais. Durante o período 2014-15, o Síncrotron Australiano apoiou mais de 4.300 visitas de pesquisadores e cerca de 1.000 experimentos em áreas como medicina, agricultura, meio ambiente, defesa, transporte, fabricação avançada e mineração.

## Linhas de Luz
- Imagem e Linha de Luz Médica (IMBL)
- Linha de luz da microscopia de fluorescência de raios-X (XFM)
- Linhas de luz Macromolecular e Microcristalografia (MX1 e MX2) (Cristalografia de proteínas )
- Linha de luz de espectroscopia de infravermelho (IR)
- Linha de luz de espectroscopia de raios-X mole (SXR)
- Linha de luz de espalhamento de raios-X de ângulo curto e amplo (SAXS / WAXS)
- Linha de luz da espectroscopia de absorção de raios-X (XAS)
- Linha de luz de difração de pó (PD)